# Devínská Kobyla
Devínská Kobyla (německy Thebener Kogel) je malokarpatský vrch v Bratislavě, v katastrálních územích Devín, Devínska Nová Ves a Dúbravka. S výškou 514 m je to nejvyšší bod Devínských Karpat a Bratislavy. Na vrcholu se nachází objekt bývalých kasáren, které jsou od roku 1996 nefunkční. Sloužily jako raketová základna protivzdušné obrany státu.

## Ochrana přírody
Od roku 1964 je západní úpatí vrchu chráněno jako národní přírodní rezervace. Rozloha rezervace je 651,56 hektaru. Lokalita má mimořádný botanický, zoologický, geologický a paleontologický význam s význačnou xerotermickou vegetací. Součástí rezervace je i paleontologická lokalita Sandberg.

## Turistika
Vrchol kopce je přístupný po červeně značené turistické trase. Stojí na něm železná rozhledna. NPR je přístupná z Devínské Nové Vsi po zeleně, žlutě a modře značených trasách, které směřují dále na devínský hrad.